# Amandeep Singh Gill (Diplomat)

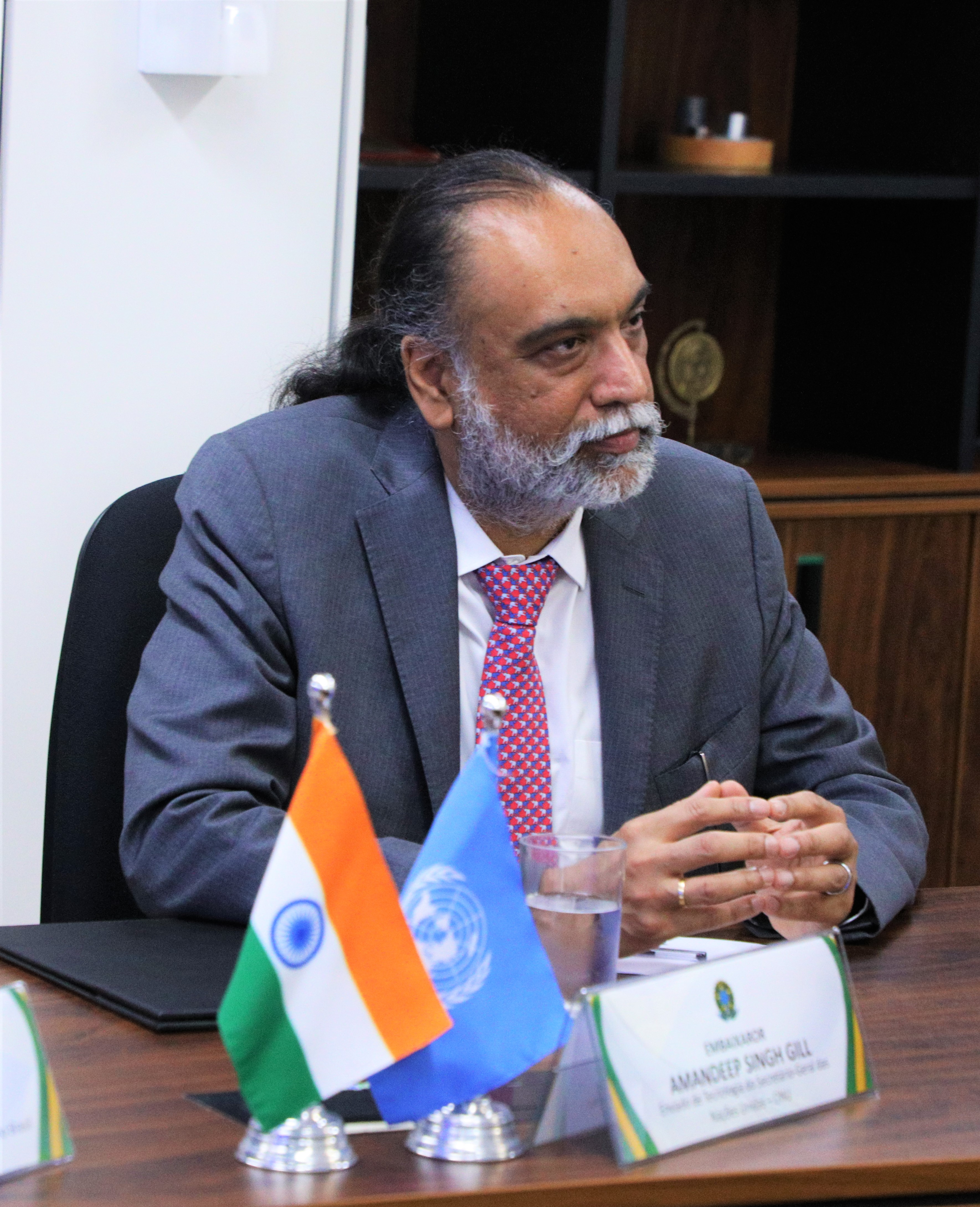
Amandeep Singh Gill (2023)

Amandeep Singh Gill (* 1968) ist ein indischer Diplomat mit den Schwerpunkten Abrüstung, Sicherheitspolitik und Künstliche Intelligenz. Seit 2022 ist er Sondergesandter des UN-Generalsekretärs für Technologie.

## Ausbildung
Amandeep Singh absolvierte ein Bachelor-Studium in Elektronik und elektronische Kommunikation an der Panjab University im nordindischen Chandigarh. An der Universität Genf schloss er ein Studium in französischer Geschichte und Sprache ab. Am King’s College in London promovierte Gill über das Management der nuklearen Abschreckung (Nuclear learning in Multilateral Forums). Später forschte er als Stipendiat an der Stanford University in Kalifornien.

## Karriere
Amandeep Singh Gill ist seit 1992 im indischen diplomatischen Dienst. Er war in verschiedenen Positionen für die Bereich Abrüstung, Nichtverbreitung von Nuklearwaffen, strategische Sicherheits-Technologien, Entwicklungspolitik und Menschenrechte tätig, u. a. in Teheran und Colombo. Von 2013 bis 2016 war er Leiter der Abteilung für Abrüstung und Internationale Sicherheit im indischen Außenministerium. Von 2016 bis 2018 war er Indiens Botschafter und Ständiger Vertreter bei der Genfer Abrüstungskonferenz. 2017 war er Mitinitiator der National Task Force on Artificial Intelligence for India’s Economic Transformation und leitete ein Expertenteam der Regierung, das Leitlinien für den Einsatz von Technologien in autonom agierenden Waffensystemen (CCW) festlegte.
Für von 2018 bis 2019 tagende High-Level Panel on Digital Cooperation des UN-Generalsekretärs, das von Melinda Gates und Jack Ma geleitet wurde, war er als Ko-Exekutivdirektor des Sekretariats tätig. Er trug wesentlich dazu bei, dass dabei international verbindlich wirksame Empfehlungen zur Regulierung von künstlicher Intelligenz (KI) in tödlichen autonomen Waffensysteme festgeschrieben wurden.
Er war auch für den Entwurf für die Ethikempfehlungen der UNESCO zur KI verantwortlich. Aktuell leitet er ein internationales Expertenteam, das eine neue Plattform für die digitale Gesundheitsfürsorge entwickelt. Neben einer Vielzahl von fachspezifischen Interessen beschäftigt er sich auch schwerpunktmäßig mit international policy learning, der wissenschaftlichen Betrachtung, über welche Mechanismen Politik „funktioniert“.

## Sonstige Aufgaben
Gill ist geschäftsführendes Vorstandsmitglied des International Digital Health and Artificial Intelligence Research Gemeinschaftsprojekts (I-DAIR), das am Graduate Institute of International and Development Studies in Genf angesiedelt ist. Dort führt er als Professor of Practice interdisziplinäre Masterstudiengänge für Policy Learning, Technologie, Sicherheit und Normsysteme durch.

## Ehrenamtliche Tätigkeit
Am 10. Juni 2022 ernannte UN-Generalsekretär António Guterres Amandeep Singh Gill als Nachfolger der seit 2021 kommissarisch amtierenden Maria-Francesca Spatolisano zu seinem Sondergesandten für Technologie. Aus Sicht der UN bringt er als „Vordenker für digitale Technologien in diese Position ein immenses Wissen verbunden mit einem fundierten Verständnis dafür ein, wie die digitale Transformation in verantwortungsvoller Weise und inklusiv zur Förderung der Nachhaltigkeitsziele umgesetzt werden kann“.

## Privates
Gill spricht fließend Englisch, Französisch, Hindi und Panjabi. In seiner Freizeit beschäftigt er sich mit kreativem Schreiben, Erziehungsfragen, Yoga und nachhaltiger Landwirtschaft.

## Publikationen
- KI-Regulierung in einen globalen Einklang bringen, Stiftung Entwicklung und Frieden, Bonn, 2021